# Guilherme Ernesto, Grão-Duque de Saxe-Weimar-Eisenach
Guilherme Ernesto de Saxe-Weimar-Eisenach (10 de Junho de 1876 – 24 de Abril de 1923) foi o último grão-duque de Saxe-Weimar-Eisenach.

## Biografia

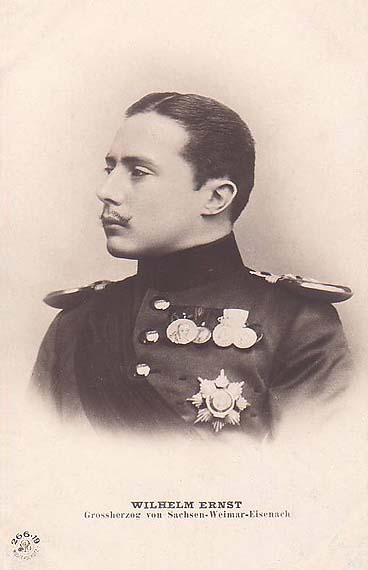
O grão-duque Guilherme Ernesto.

Nascido em Weimar, era o filho mais velho de Carlos Augusto, Grão-Duque Hereditário de Saxe-Weimar-Eisenach, herdeiro do grão-duque, e da princesa Paulina de Saxe-Weimar-Eisenach.
Sucedeu ao seu avô, Carlos Alexandre, como grão-duque a 5 de Janeiro de 1901, uma vez que o seu pai tinha já falecido.
O seu herdeiro foi um primo distante, o príncipe Hermano de Saxe-Weimar-Eisenach, até este ser deserdado em 1909. Depois de isso acontecer, foi o irmão mais novo de Hermano que ocupou a posição de herdeiro do ducado de Saxe-Weimar-Eisenach até ao nascimento do filho mais velho de Guilherme Ernesto.
Guilherme Ernesto redesenhou o centro da cidade de Weimar sob a orientação de Hans Olde, Henry van de Velde, e Adolf Brütt. Também mandou reconstruir a Universidade de Jena sob a orientação de Theodor Fischer, assim como os teatros mais conhecidos de Weimar. Os melhoramentos feitos na cidade incluíram também a construção de uma estátua de mármore dedicada ao seu antecessor, Carlos Alexandre, que foi concluída em 1911. Foi colocada num local desenhado por Brütt. Esse local foi construído para destingir a "zona histórica" da nova zona mais moderna. Foi também publicada uma lei que proibia a construção de edifícios em estilo "art nouveau" na zona histórica, sendo que este seria apenas utilizado na construção de novos edifícios.

## Trono dos Países Baixos
Segundo a constituição dos Países Baixos, Guilherme Ernesto estava na linha de sucessão ao trono dos Países Baixos (uma vez que era neto da princesa Sofia dos Países Baixos) logo a seguir à rainha Guilhermina. Em inícios do século XX, os holandeses começaram a temer a possibilidade de  haver demasiada influência alemã no país e até de uma futura anexação. Para prevenir que tal acontecesse, um grupo de advogados tentou alterar a constituição de modo a excluir Guilherme Ernesto da linha de sucessão. No entanto, foi também apresentada outra proposta, na qual, se a rainha Guilhermina morresse sem deixar filhos, então Guilherme Ernesto e os seus descendentes teriam de optar entre ficar com o grão-ducado de Saxe-Weimar-Eisenach ou com o trono dos Países Baixos. No entanto, o nascimento da filha da rainha Guilhermina, a princesa Juliana, em 1909 reduziu as probabilidades de a Casa de Wettin (no ramo de Saxe-Weimar-Eisenach) vir a herdar o trono dos Países Baixos. Em 1922, foi feita uma emenda à constituição que limitava a linha de sucessão aos descendentes da rainha Guilhermina, acabando assim completamente com esta possibilidade.

## Abdicação
A 9 de Novembro de 1918, Guilherme Ernesto - juntamente com todos os monarcas da Alemanha, após a derrota do império na Primeira Guerra Mundial - foi forçado a abdicar. Perdeu o seu trono e as suas terras e fugiu com a família para a Silésia, onde acabaria por morrer cinco anos depois.
Apesar de todo o trabalho que fez em Weimar durante o seu governo, Guilherme Ernesto nunca foi popular. Tal devia-se à forma como vivia a sua vida privada, uma vez que se sabia que era sadista; no dia em que abdicou, foi considerado o "príncipe mais impopular da Alemanha".
Morreu em Heinrichau, na Silésia.

## Família e descendentes
Guilherme Ernesto casou-se em Bückeburg a 30 de Abril de 1903 com a sua primeira esposa, a princesa Carolina Reuss de Greiz, filha de Henrique XXII, Príncipe Reuss de Greiz. Não nasceram filhos deste casamento que terminou em 1905 com a morte misteriosa de Carolina. A causa oficial avançada foi uma gripe que evoluiu para pneumonia, mas outras fontes sugeriram que se tratou de suicídio.
Em Meiningen a 21 de Janeiro de 1910, Guilherme Ernesto casou-se uma segunda vez com a princesa Feodora de Saxe-Meiningen, filha do príncipe Frederico João de Saxe-Meinigen.
Tiveram quatro filhos:
1. Sofia de Saxe-Weimar-Eisenach (20 de Março de 1911 - 21 de Novembro de 1988), casada com Friedrich Günther, Príncipe de Schwarzburg, de quem se divorciou um ano depois; sem descendência.
2. Carlos Augusto, Grão-Duque de Saxe-Weimar-Eisenach (28 de Julho de 1912 - 14 de Outubro de 1988), casado com a baronesa Isabel de Wangenheim-Winterstein; com descendência.
3. Bernardo de Saxe-Weimar-Eisenach (3 de Março de 1917 - 23 de Março de 1986), casado com a princesa Felicitas de Salm Horstmar; com descendência, incluindo a princesa Catarina Feodora de Saxe-Weimar-Eisenach, casada com o príncipe Emanuel José de Hohenzollern-Emden, filho de Francisco José, Príncipe de Hohenzollern-Emden (divorciaram-se em 1985).
4. Jorge de Saxe-Weimar-Eisenach (24 de Novembro de 1921 - 11 de Março de 2011), mudou de nome para Jörg Brena em 1953 e renunciou aos seus direitos de sucessão.

## Genealogia
| Guilherme Ernesto, Grão-Duque de Saxe-Weimar-Eisenach | Pai: Carlos Augusto, Grão-Duque Hereditário de Saxe-Weimar-Eisenach | Avô paterno: Carlos Alexandre, Grão-Duque de Saxe-Weimar-Eisenach | Bisavô paterno: Carlos Frederico, Grão-Duque de Saxe-Weimar-Eisenach |
| Guilherme Ernesto, Grão-Duque de Saxe-Weimar-Eisenach | Pai: Carlos Augusto, Grão-Duque Hereditário de Saxe-Weimar-Eisenach | Avô paterno: Carlos Alexandre, Grão-Duque de Saxe-Weimar-Eisenach | Bisavó paterna: Maria Pavlovna da Rússia (1786–1859)                 |
| Guilherme Ernesto, Grão-Duque de Saxe-Weimar-Eisenach | Pai: Carlos Augusto, Grão-Duque Hereditário de Saxe-Weimar-Eisenach | Avó paterna: Sofia dos Países Baixos                              | Bisavô paterno: Guilherme II dos Países Baixos                       |
| Guilherme Ernesto, Grão-Duque de Saxe-Weimar-Eisenach | Pai: Carlos Augusto, Grão-Duque Hereditário de Saxe-Weimar-Eisenach | Avó paterna: Sofia dos Países Baixos                              | Bisavó paterna: Ana Pavlovna da Rússia                               |
| Guilherme Ernesto, Grão-Duque de Saxe-Weimar-Eisenach | Mãe: Paulina de Saxe-Weimar-Eisenach                                | Avô materno: Hermano de Saxe-Weimar-Eisenach                      | Bisavô materno: Bernardo de Saxe-Weimar-Eisenach                     |
| Guilherme Ernesto, Grão-Duque de Saxe-Weimar-Eisenach | Mãe: Paulina de Saxe-Weimar-Eisenach                                | Avô materno: Hermano de Saxe-Weimar-Eisenach                      | Bisavó materna: Ida de Saxe-Meiningen                                |
| Guilherme Ernesto, Grão-Duque de Saxe-Weimar-Eisenach | Mãe: Paulina de Saxe-Weimar-Eisenach                                | Avó materna: Augusta de Württemberg                               | Bisavô materno: Guilherme I de Württemberg                           |
| Guilherme Ernesto, Grão-Duque de Saxe-Weimar-Eisenach | Mãe: Paulina de Saxe-Weimar-Eisenach                                | Avó materna: Augusta de Württemberg                               | Bisavó materna: Paulina Teresa de Württemberg                        |